# Foreste delle Montagne Rocciose centro-meridionali
Le foreste delle Montagne Rocciose centro-meridionali (South Central Rockies forests) costituiscono un'ecoregione terrestre dell'ecozona neartica, secondo la classificazione del World Wildlife Fund. È identificata dal codice NA0528 ed il bioma dominante è quello della foresta temperata di conifere.
L'ecoregione occupa una superficie totale di circa 159.300 km² nella zona centro-settentrionale del continente americano. Questa ecoregione è parzialmente suddivisa tra gli stati del Wyoming, Montana, Idaho e Dakota del Sud, negli Stati Uniti.

## Geografia
La geografia della regione è dominata dalle Montagne Rocciose ed è caratterizzata dalla presenza di pianure e montagne, le quali raggiungono l'altezza massima di 2.794 metri.
Il clima caratteristico della regione è quello continentale. Insieme alla topografia, prevalentemente montagnosa, determina lo sviluppo di associazioni vegetali caratteristiche. La regione di Yellowstone è inoltre caratterizzata dalla presenza di fenomeni geologici e geotermici piuttosto attivi come i geyser.

## Flora
La vegetazione climax di questa regione è caratterizzata dalle conifere. Le specie dominanti sono Picea englemannii, Abies lasiocarpa, Pseudotsuga menziesii, Pinus contorta e Pinus albicaulis. Oltrepassata la linea degli alberi si sviluppa una bassa vegetazione caratterizzata da specie erbacee, perlopiù annuali. Altre associazioni vegetali ricorrenti possono essere le praterie di montagna ed i boschi ripariali.

## Conservazione

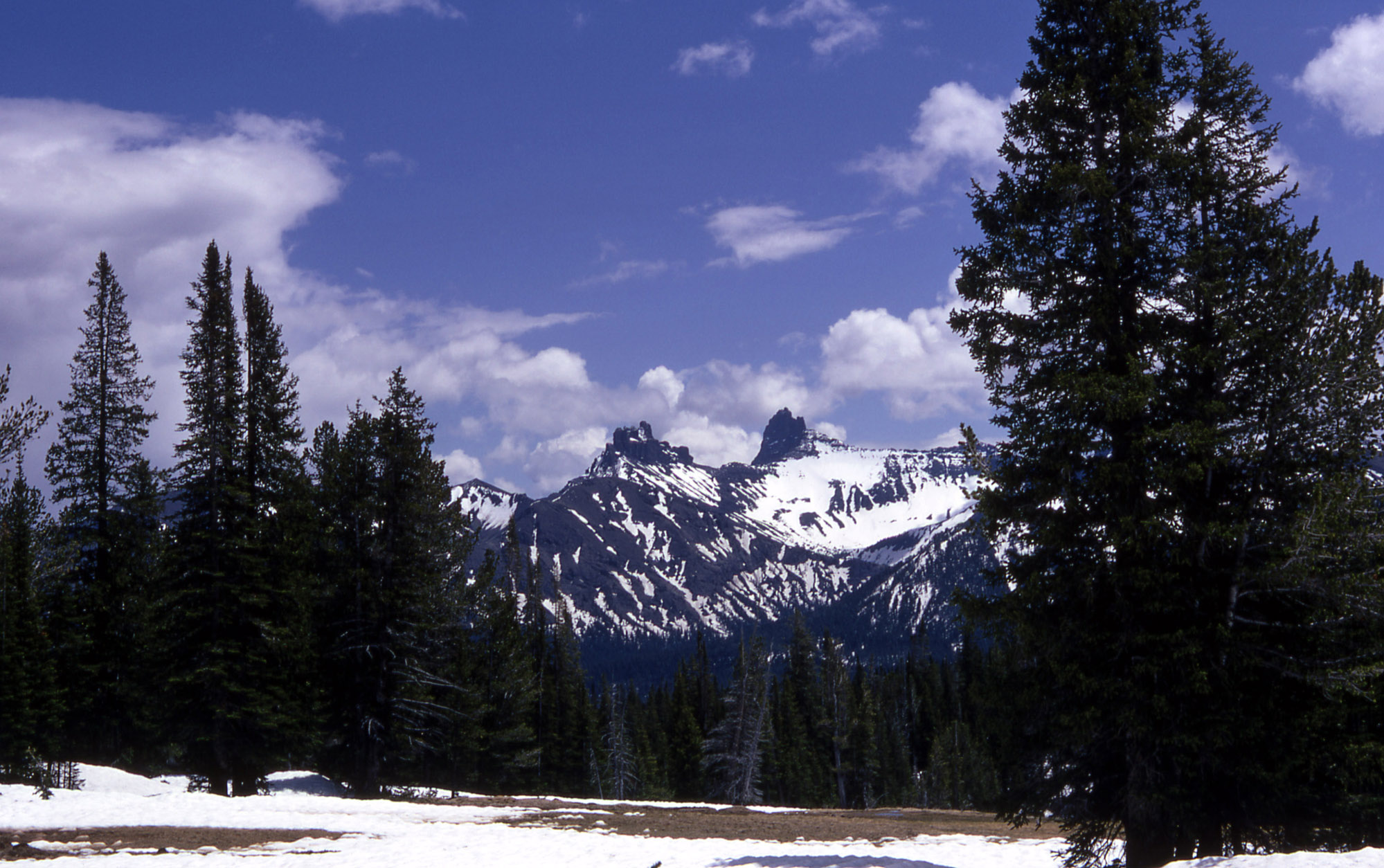
Scorcio della foresta nazionale di Shoshone, Wyoming

La conservazione degli habitat è garantita dalla presenza dei parchi nazionali di Yellowstone e di Grand Teton.